# Ibrahim Traoré
Ibrahim Traoré (Bondokuy, Burkina Faso, 1988. március 14.–) burkina fasoi katonatiszt és politikus. 2022. szeptember 30-án puccsal került hatalomra, és azóta az ország átmeneti elnöke.

## Életrajz

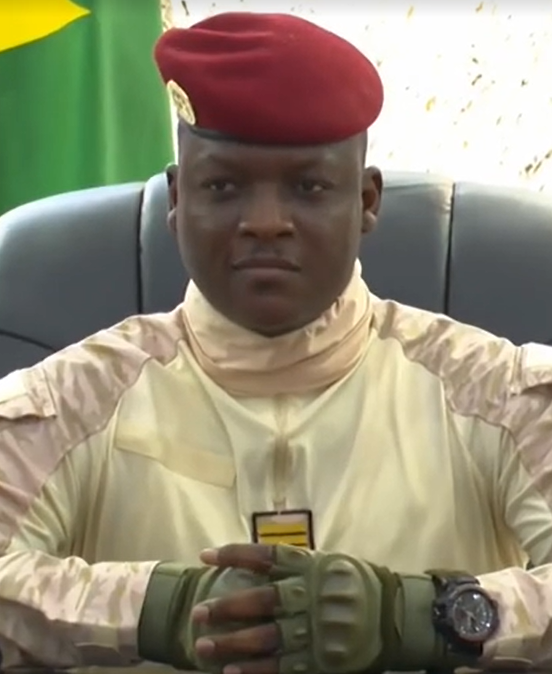
Ibrahim Traoré (2023)

### Tanulmányai és katonai pálya
A Mouhoun tartománybeli Bondokuyban született. Miután Bondokuyban elvégezte általános iskoláját, Bobo-Dioulassoban járt középiskolába. 2006-2009 között az Ouagadougou-i Egyetemen természettudományok és geológia szakon tanult, ahol tagja volt a Muszlim Diákok Szövetségének. 
2010-ben csatlakozott a Burkina Faso-i fegyveres erőkhöz, Marokkóban és Franciaországban kapott katonai kiképzést. Tapasztalatot szerzett a dzsihadista felkelőkkel szembeni harcban. 2019-ben az ENSZ békefenntartó missziójával (MINUSMA) Maliba vezényelték. 2020-ban századossá léptették elő, majd a Cobre különleges erők egységének tagjaként harcolt Burkina Faso északi részén.

### 2022-es államcsíny
2022. szeptember 30-án puccsal eltávolította Paul-Henri Sandaogo Damiba ideiglenes elnököt, és átvette az ország irányítását. 34 évesen a világ legfiatalabb államfője lett.

## Kormányzása és politikai irányvonal

### Gazdasági és társadalmi reformok
Programját „progresszív és népi forradalomnak” nevezte, célként tűzte ki a nemzeti önellátást, iparosítás és aranyfeldolgozás támogatását, valamint külföldi adósságok csökkentését. Elindult az állami aranyfinomítás, és új infrastruktúra építés zajlik. 

### Biztonsági intézkedések
A dzsihadista fenyegetés elleni fellépés érdekében a Hazafias Honvédelmi Önkéntesek (VDP) taglétszáma közel 100 000 fővel bővült. 

### Külpolitikája
Kiutasította a francia diplomatákat, megszakította a katonai együttműködést, a francia csapatokat kivonták az országból.
Ezzel párhuzamosan megerősödött az ország kapcsolata Oroszországgal. Újranyitották az orosz nagykövetséget, katonai és energetikai együttműködés zajlik, például a Roszatom által tervezett nukleáris projektek kapcsán. 2024 elején orosz zsoldosok is megjelentek az országban.

### Pánafrikai identitás és népszerűség
A fiatalabb generációk körében népszerűsége növekedett, különösen a nyugati befolyás elleni retorikája miatt.
Kulcsszerepe van a Száhel-övezeti Államok Szövetségének (AES) megerősödésében.

## Kritikák

### Biztonsági válság
Súlyosbodott a dzsihadista erőszak, a puccs óta az áldozatok száma több mint háromszorosára nőtt (kb. 17 ezer halott).

### Demokrácia deficit
2029-ig elhalasztotta a választásokat, ami aggodalmat keltett. Kritikusai emberi jogi visszaéléseket, kényszersorozást és elnyomást emlegetnek.

## Külső hivatkozások
- Ibrahim Traoré – angol Wikipédia
- Progressive and Popular Revolution – angol Wikipédia
- Alliance of Sahel States – angol Wikipédia
- “The Coup Leader Who’s Became an Anti-Western Hero in Africa and Beyond”, WSJ (2025)
- “Why Burkina Faso’s junta leader has captured hearts and minds around the world”, BBC (2025)